# Manfreda scabra
Manfreda scabra là một loài thực vật có hoa trong họ Măng tây. Loài này được (Ortega) McVaugh mô tả khoa học đầu tiên năm 1989.